# Let L-200 Morava
El Let L-200 Morava es un avión utilitario bimotor de corto alcance, fabricado por la compañía checa (hasta 1992 checoslovaca) Let Kunovice. El primer prototipo realizó su primer vuelo el 9 de abril de 1957.

## Expedición al Polo Norte en 2008
Dos pilotos checos hicieron historia al volar al Polo Norte para conmemorar los primeros 50 años del Morava. Petr Bold y Richard Santus volarían al polo, deteniéndose para reabastecerse en la base rusa de Barneo. El viaje de 11 horas significó prepararse para peligros como poca visibilidad, vientos sofocantes e incluso la posibilidad de un aterrizaje de emergencia entre osos polares. Todo salió sin problemas. El dúo alcanzó el polo, reabasteciendose con éxito en Barneo.

## Especificaciones (L-200D)

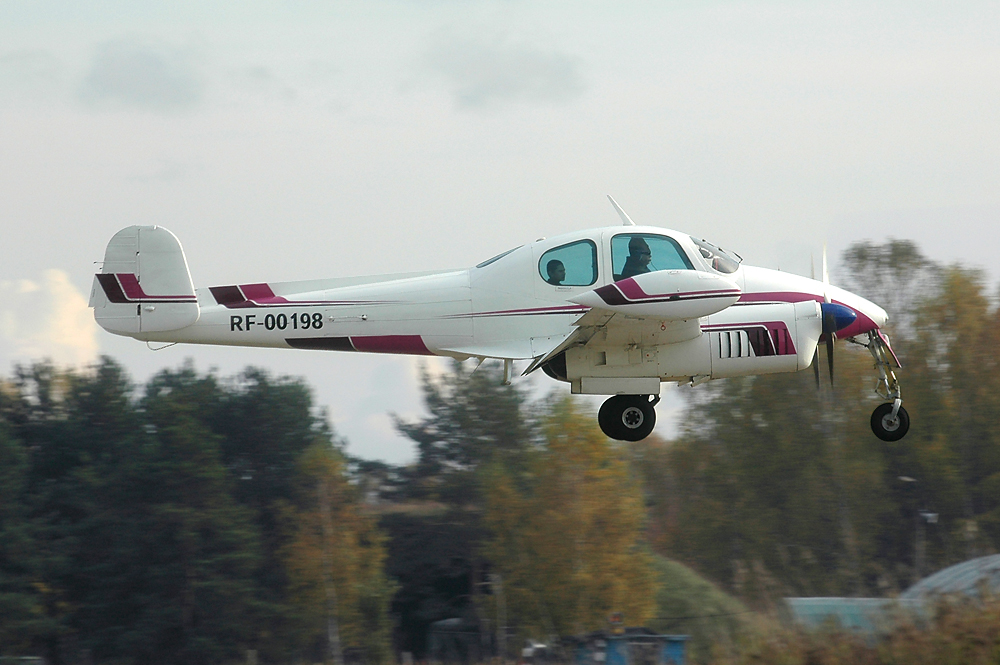
Let L-200D Morava aterrizando

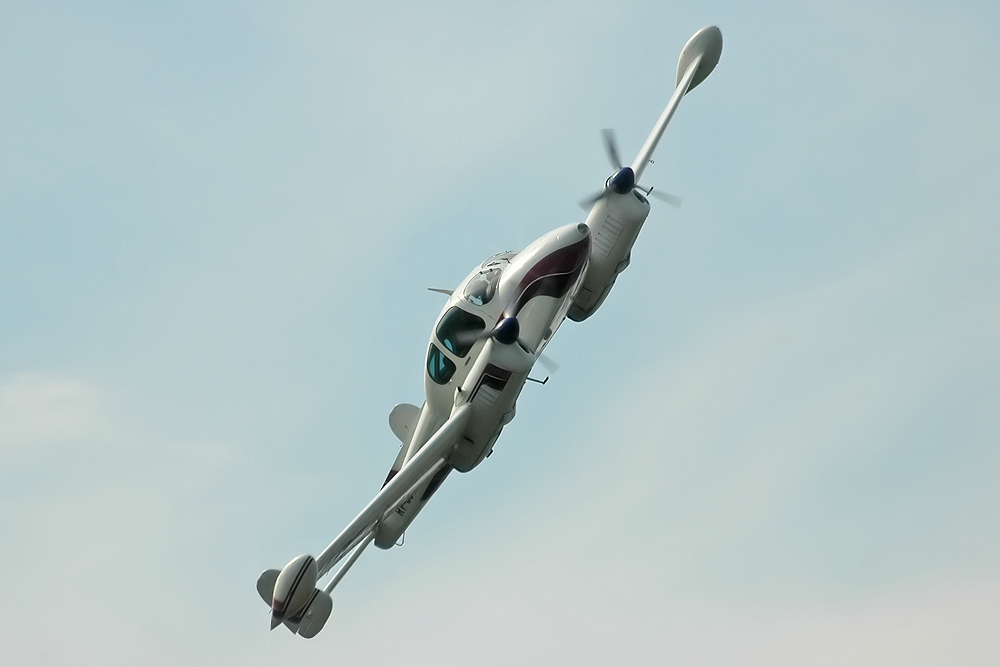
Let L-200D Morava

Referencia datos: Jane's All The World's Aircraft 1966–67

### Características generales
- Tripulación: 2 (piloto y copiloto)
- Capacidad: 2 pasajeros
- Longitud: 8,6 m (28,2 ft)
- Envergadura: 12,3 m (40,4 ft)
- Altura: 2,3 m (7,4 ft)
- Superficie alar: 35,2 m² (378,7 ft²)
- Peso vacío: 1330 kg (2931,3 lb)
- Peso máximo al despegue: 1950 kg (4297,8 lb)
- Planta motriz: 2× turbohélice Walter M337.
  - Potencia: 154 kW (212 HP; 209 CV) cada uno.

### Rendimiento
- Velocidad máxima operativa (Vno): 290 km/h (180 MPH; 157 kt)
- Velocidad crucero (Vc): 256 km/h (159 MPH; 138 kt)
- Alcance: 1710 km (923 nmi; 1063 mi)
- Techo de vuelo: 5700 m (18 701 ft)
- Régimen de ascenso: 6,5 m/s (1280 ft/min)

### Aeronaves similares
- Aero Ae 45
- Beechcraft Baron
- Cessna 310
- Piper Aztec